# Климат Ростовской области
Климат Ростовской области в целом характеризуется избытком солнечной радиации при недостатке влаги. Регион в целом расположен в зоне умеренно континентального климата, но в Приазовье он также обнаруживает черты морского, особенно в зимний период. В северо-восточной части более выражена континентальность. Преобладают ветра восточного и западного направления. Климатический режим в течение года существенно меняется, метеорологические сезоны года, как правило, не совсем совпадают с календарными. Средние летние температуры севера (+22 °С) и юга (+24 °С) области различаются лишь на 2 °С. В то же время в январе-феврале эти значения расходятся почти вдвое: от −9,0 °С на севере до -5,0 °С на юге.